# Karl den Skaldede
Karl 2. (fransk: Charles II), også kaldet Karl den Skaldede (fransk: Charles le Chauve), (823–877) var romersk kejser fra 875 til 877. Han var konge i Det Vestfrankiske Rige, en forgænger for nutidens Frankrig, fra 843 til 877, konge af Akvitanien fra 848, konge af Lothringen 869-870 og konge af Italien fra 876.
Karl den Skaldede var søn af Ludvig den Fromme, far til Ludvig den Stammende og far til Judith, som var gift med Baldwin I af Flandern.
Efter den frankiske konge Ludvig den Frommes død delte Traktaten i Verdun i 843 Frankerriget mellem hans tre sønner: Den vestlige del, der kom til at blive Frankrig, fik Karl den Skaldede, den østlige del, der kom til at blive det tysk-romerske rige fik Ludvig den Tyske, og en central del (det nordlige Italien og Burgund), der kom til at blive genstand for tysk-fransk rivalisering, tilfaldt Lothar 1.
Karl var den sidste konge i det nuværende Frankrig, der også blev kejser. Frankrig fik først titlen tilbage i 1804, da førstekonsul Bonaparte lod sig krone til kejser Napoleon 1. af Frankrig. I de mellemliggende 900 år var det tyske konger, der kåredes til romersk kejser.

## Eksterne links
- Wikimedia Commons har flere filer relateret til Karl den Skaldede